# 長虹電器

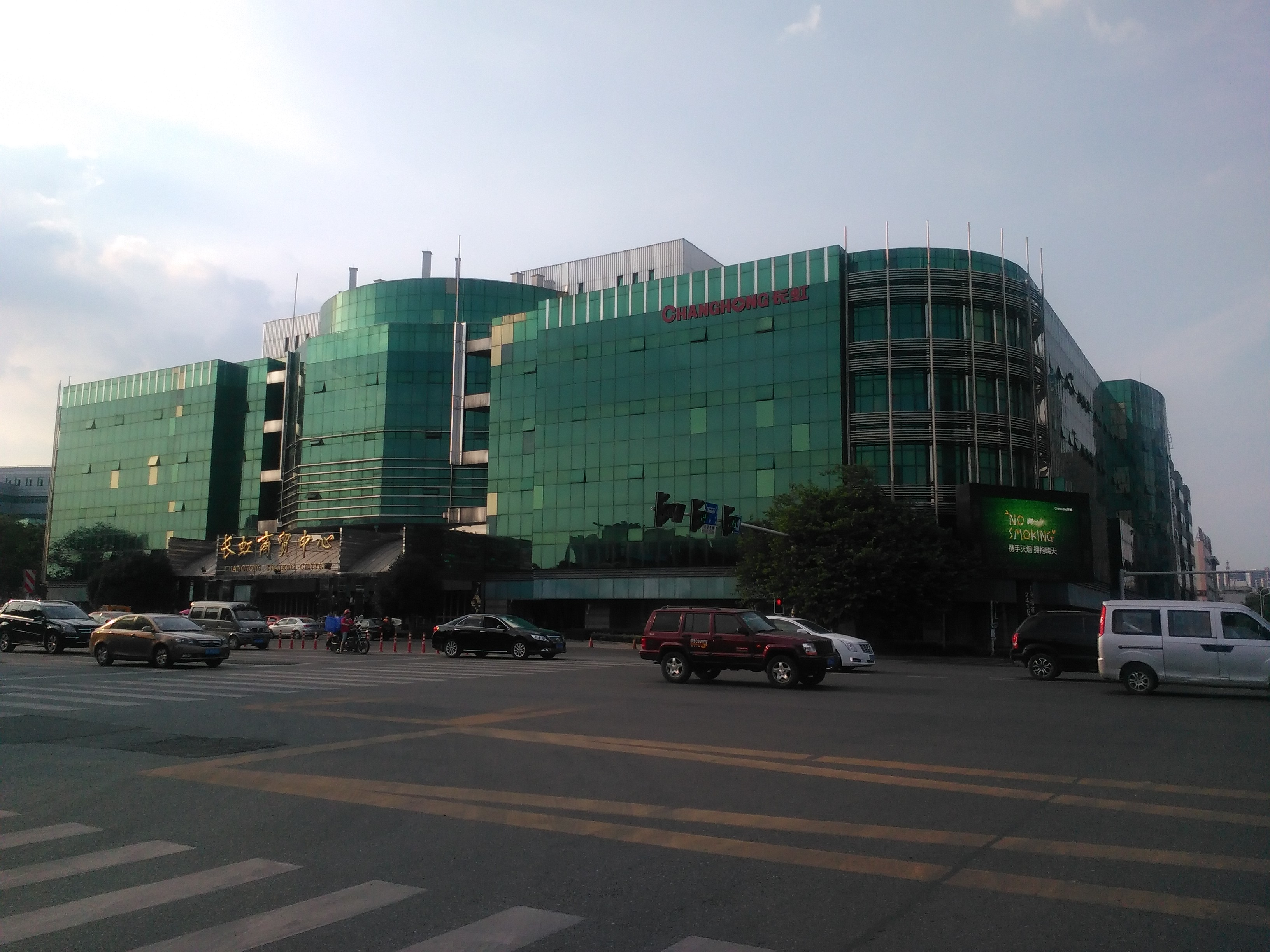
長虹商業センター（長虹商貿中心）

長虹電器（チャンホンでんき、中国語: 长虹电器、英語: Changhong Electric）は、中華人民共和国四川省綿陽市に本社を置く電機メーカーである。

## 概要
1958年に設立されたテレビ大手である。前身は長虹機械工場という国営工場であり、軍事用レーダーの生産を行っていた。綿陽市に軍事工場が完成し、科学者や技術者が集まり、産業が形成され始めたきっかけは、1965年に遡り、当時の中華人民共和国国務院の意向によって、三線建設が始まった。
1970年、カラーテレビの生産を開始した。情報と電子機器の多様な拡大に至るまで、家電機器やコアデバイスの研究開発を統合する包括的な多国籍企業グループになった。その後、世界的に競争力のある情報機器コンテンツおよびサービスプロバイダーに向けて前進する。また、テレビの他、エアコンや冷蔵庫、洗濯機、炊飯器、扇風機等の家電機器、DVDプレーヤーやスピーカーなどのAV機器の販売も行うようになった。
1994年3月11日、上海証券取引所に上場した。
2015年、三洋電機株であるパナソニックと事業継承契約に調印し、中国での三洋ブランドのテレビの開発や製造、販売、関連サービスの提供を行う権利を取得した。自社のテレビ事業と三洋ブランドのテレビ事業を統合した上で、三洋のテレビの既存のルート資源の役割を更に発展させるものとしている。
2020年9月、「2020年国家技術革新実証企業・レビューと評価」に合格した。

## 主な製品
- テレビ
- DVDプレーヤー
- スピーカー
- ディスプレイ
- エアコン
- 冷蔵庫
- 洗濯機
- 炊飯器
- 扇風機
- スーツケース

その他、台所用家電各種等を展開している。

## 関連会社
- 長虹多媒体産業公司
- 長虹空調公司
- 国虹通訊数碼集団有限責任公司
- 長虹佳華信息産品有限責任公司
- 虹微技術有限公司
- 四川長虹信息技術有限責任公司
- 広東長虹電子有限公司
- 深圳長虹科技有限責任公司
- 四川長虹電子系統有限公司
- 四川長虹網絡科技有限責任公司
- 四川長虹新能源科技有限公司
- 長虹技佳精工有限公司
- 四川長虹包裝印務有限公司
- 四川長虹精密電子科技有限公司
- 広東長虹数碼科技有限公司
- 四川長虹模塑科技有限公司
- 四川長虹電源有限責任公司
- 澳大利亜長虹
- 四川佳虹實業有限公司
- 長虹（香港）貿易公司